# 広渡清吾
広渡 清吾（ひろわたり せいご、1945年12月4日 - ）は、日本の法学者。専門は、ドイツ法・比較法・法社会学。東京大学名誉教授。

## 概要
ドイツ法、比較法、法社会学を専攻する福岡県出身の法学者である。
京都大学法学部助手、東京大学社会科学研究所教授、同所長、同大学副学長、専修大学法学部教授、大学共同利用機関法人人間文化研究機構監事、日本学術会議会長、民主主義科学者協会法律部会理事などを歴任。また、ベルリン自由大学やルートヴィヒ・マクシミリアン大学ミュンヘンでも客員として教鞭を執った。東京大学より名誉教授の称号を受けている。
日本による対韓輸出優遇撤廃に反対する、＜声明＞「韓国は「敵」なのか」呼びかけ人の1人。

## 略歴
- 福岡県出身[3]

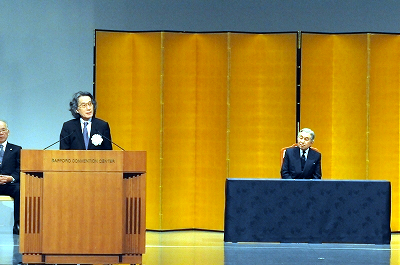
2011年9月10日、国際微生物学連合会議記念式典にて明仁天皇（右）と

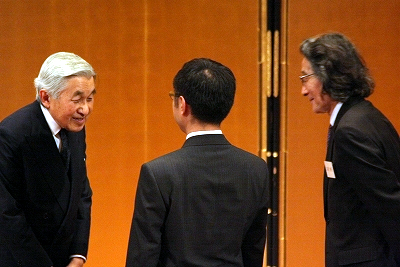
2011年9月10日、国際微生物学連合会議レセプションにて明仁天皇（左）、内閣府特命担当大臣（科学技術政策担当）古川元久（中央）と

- 1964年3月 - 福岡県立福岡高等学校卒業
- 1967年11月 - 司法試験第2次試験合格
- 1968年3月 - 京都大学法学部卒業[4]
- 同年4月 - 京都大学助手[4]
- 1973年4月 - 東京大学社会科学研究所助教授[3]
- 1980年10月～82年9月 - ドイツ・フンボルト財団奨学生としてドイツ・ギーセン大学に留学[5]
- 1987年4～10月 - ドイツ・ベルリン自由大学客員講師[5]
- 1991年4月 - 東京大学社会科学研究所教授[3]
- 1993年11月～94年10月 - ドイツ・ミュンヘン大学客員教授[5]
- 1998年4月 - 東京大学社会科学研究所所長[3]
- 2002年4月 - 東京大学副学長[6]
- 2009年3月 - 東京大学を定年退職、同名誉教授
- 同年4月 - 専修大学法学部教授[3]
- 2011年7月 - 金澤一郎の定年に伴う選挙の結果、日本学術会議第21期会長に選出（人文社会系では初）[7]
- 同年9月 - 任期満了により日本学術会議会長を退任
- 2016年3月 - 専修大学を定年退職

## 著書

### 単著

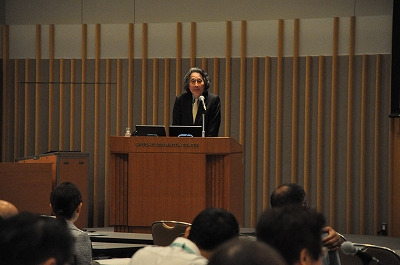
2011年9月11日、国際微生物学連合会議公開講座にて

- 『法律からの自由と逃避―ヴァイマル共和制下の私法学』（日本評論社、1986年、ISBN 4-535-57605-X）
- 『二つの戦後社会と法の間―日本と西ドイツ』（大蔵省印刷局、1990年、ISBN 4-17-373009-8）
- 『統一ドイツの法変動―統一の一つの決算』（有信堂高文社、1996年、ISBN 4-8420-0529-7）
- 『法システム2 比較法社会論―日本とドイツを中心に』（放送大学教育振興会、2007年、ISBN 978-4-595-13509-5）
- 『市民社会と法』（放送大学教育振興会、2008年、ISBN 978-4-595-30838-3）
- 『知的再生産構造の基盤変動―法科大学院・大学・学術コミュニティーの行方』（信山社、2009年、ISBN 978-4-7972-8557-4）
- 『比較法社会論研究』（日本評論社、2009年、ISBN 978-4-535-51661-8）
- 『学者にできることは何か―日本学術会議のとりくみを通して』（岩波書店、2012年、ISBN 978-4-00-028525-4）

### 共著
- （戒能通厚）『外国法―イギリス・ドイツの社会と法』（岩波書店、1991年、ISBN 4-00-004079-0）

### 編著
- 『フェミニズムって何だろう―あるゼミナールの記録』（日本評論社、1990年、ISBN 4-535-57878-8）
- （飯島紀昭、島田和夫）『市民法学の課題と展望 清水誠先生古稀記念論集』（日本評論社、2000年、ISBN 4-535-51129-2）
- (with Sung-Jo Park) Strategies towards globalization : European and Japanese perspectives, Berlin : Institute for East Asia Studies, Freie Universität Berlin, 2002
- （蓮實重彦、アンドレアス・ヘルドリヒ）『大学の倫理』（東京大学出版会、2003年、ISBN 4-13-003321-2）
- 『法曹の比較法社会学』（東京大学出版会、2003年、ISBN 4-13-031176-X）
- （大出良知、川崎英明、福島至）『民主主義法学・刑事法学の展望 小田中聰樹先生古稀記念論文集 上・下』（日本評論社、2005年、上：ISBN 4-535-51505-0、下：ISBN 4-535-51506-9）
- （戒能通厚、原田純孝）『日本社会と法律学：歴史、現状、展望 渡辺洋三先生追悼論集』（日本評論社、2009年、ISBN 978-4-535-51599-4）